# Sphaerodactylus mariguanae
Espèce
Sphaerodactylus mariguanae est une espèce de geckos de la famille des Sphaerodactylidae.

## Répartition
Cette espèce se rencontre :
- dans les Îles Turques-et-Caïques ;
- à Porto Rico ;
- aux Bahamas.

## Publication originale
- Cochran, 1934 : Herpetological collections from the West Indies made by Dr. Paul Bartsch under The Walter Rathbone Bacon Scholarship, 1928-1930. Smithsonian Miscellaneous Collections, vol. 92, n. 7, p. 1-48 (texte intégral).